# Pietro Gianelli
Pietro Gianelli (né le 11 août 1807 à Terni dans les États pontificaux et mort le 5 novembre 1881 à Rome) est un cardinal italien du XIXe siècle.

## Biographie
Pietro Gianelli exerce diverses fonctions au sein de la Curie romaine, notamment auprès de la Rote romaine et comme nonce apostolique dans le royaume des Deux-Siciles (en) de 1858 à 1860. Il est élu archevêque titulaire de Sardes (de) en 1858 et est consacré le 6 juin de la même année par Costantino Patrizi Naro avec comme co-consécrateurs Antonio Ligi Bussi (de) et Giuseppe Cardoni (it). Il devient secrétaire de la Commission préparatoire du concile de Vatican I entre 1864 et 1868.
Le pape Pie IX le crée cardinal lors du consistoire du 5 mars 1875. Le cardinal Bartolini est préfet du Conseil suprême d'affaires publiques. Il participe au conclave de 1878, lors duquel Léon XIII est élu pape.